# Лісардо Нуе
Лісардо Родрігес Нуе (ісп. Lizardo Rodríguez Nue, 30 серпня 1910 — дата смерті невідома) — перуанський футболіст, що грав на позиції нападника, зокрема, за клуб «Альянса Ліма», а також національну збірну Перу.

## Клубна кар'єра
Був гравцем клубів «Спорт Прогресо» і «Альянса Ліма». 

## Виступи за збірну
Був присутній в заявці збірної на чемпіонаті Південної Америки 1929 в Аргентині, але на поле не виходив.
Був присутній в заявці збірної на чемпіонаті світу 1930 року в Уругваї, але на поле не виходив. Це офіційно, а неофіційно вийшов на поле у другому таймі матчу з румунами (1:3), що суперечило тодішнім правилам ФІФА. Цього ніхто з офіційних осіб не помітив, тому афера перуанцям вдалася. 
На домашньому чемпіонату Південної Америки 1935, зіграв в поєдинку з Уругваєм (0:1), замінивши по ходу гри Карлоса Товара. Добув разом з командою «бронзу», а також путівку на берлінські ОІ-1936. Наразі, це єдиний відомий його матч в складі збірної.